# Андронікашвілі Георгій Олександрович
Георгій Олександрович Андронікашвілі (8 червня 1933, місто Тифліс, тепер Тбілісі, Грузія — 1997, Грузія) — грузинський радянський державний діяч, секретар ЦК КП Грузії. Член ЦК Комуністичної партії Грузії. Депутат Верховної Ради Грузинської РСР 6-го, 8—11-го скликань.

## Життєпис
З 1957 року — секретар комітету комсомолу (ЛКСМ Грузії) Грузинського державного політехнічного інституту в Тбілісі.
Член КПРС з 1959 року.
У 1959 році закінчив Грузинський державний політехнічний інститут.
У 1959—1961 роках — 2-й секретар, 1-й секретар Тбіліського міського комітету ЛКСМ Грузії.
У 1961—1967 роках — 2-й секретар ЦК ЛКСМ Грузії; заступник завідувача відділу ЦК КП Грузії.
У 1967—1969 роках — 1-й секретар Ленінського районного комітету КП Грузії міста Тбілісі.
У 1969—1971 роках — секретар Тбіліського міського комітету КП Грузії.
У 1971—1976 роках — директор проєктного інституту «Груздіпроміськбуд».
18 листопада 1976 — 24 січня 1981 року — завідувач відділу будівництва та міського господарства ЦК КП Грузії.
24 січня 1981 — 21 лютого 1987 року — секретар ЦК КП Грузії.
З лютого 1987 року — директор проєктного інституту «Груздіпроміськбуд» в Тбілісі.
Потім — на пенсії. Помер у 1997 році.

## Нагороди
- орден Трудового Червоного Прапора
- орден «Знак Пошани» (2.04.1966)
- медалі
- Державна премія Грузинської РСР (1981)